# 加茂令子
加茂 令子（かも れいこ、1871年6月14日（明治4年4月27日） - 1948年（昭和23年）3月5日）は日本の教育者である。
安房国八幡（現・千葉県館山市）に生まれる。父は長尾藩士。渡辺裁縫塾で学び1890年に卒業する。1893年に小学校裁縫専科正教員の免許を取得する。1894年東洋英和女学校（現・学校法人東洋英和女学院）の裁縫教師になる。
1896年東洋英和女学校の寄宿舎監に就任する。J・K・マンローらの指導により、1897年に洗礼を受ける。1936年に引退するまで、42年間教師と舎監を務め、学校の主婦役、母親役であった。